# Пузе (остановочный пункт)
Пу́зе (латыш. Puze) — железнодорожный остановочный пункт на линии Вентспилс — Тукумс II, на территории Пузской волости Вентспилсского края Латвии, между станциями Элкшкене и Угале. Открыт в 1938 году. После закрытия маршрута Рига — Вентспилс в 2001 году остановочный пункт более не используется.